# Concistori di papa Pio IV

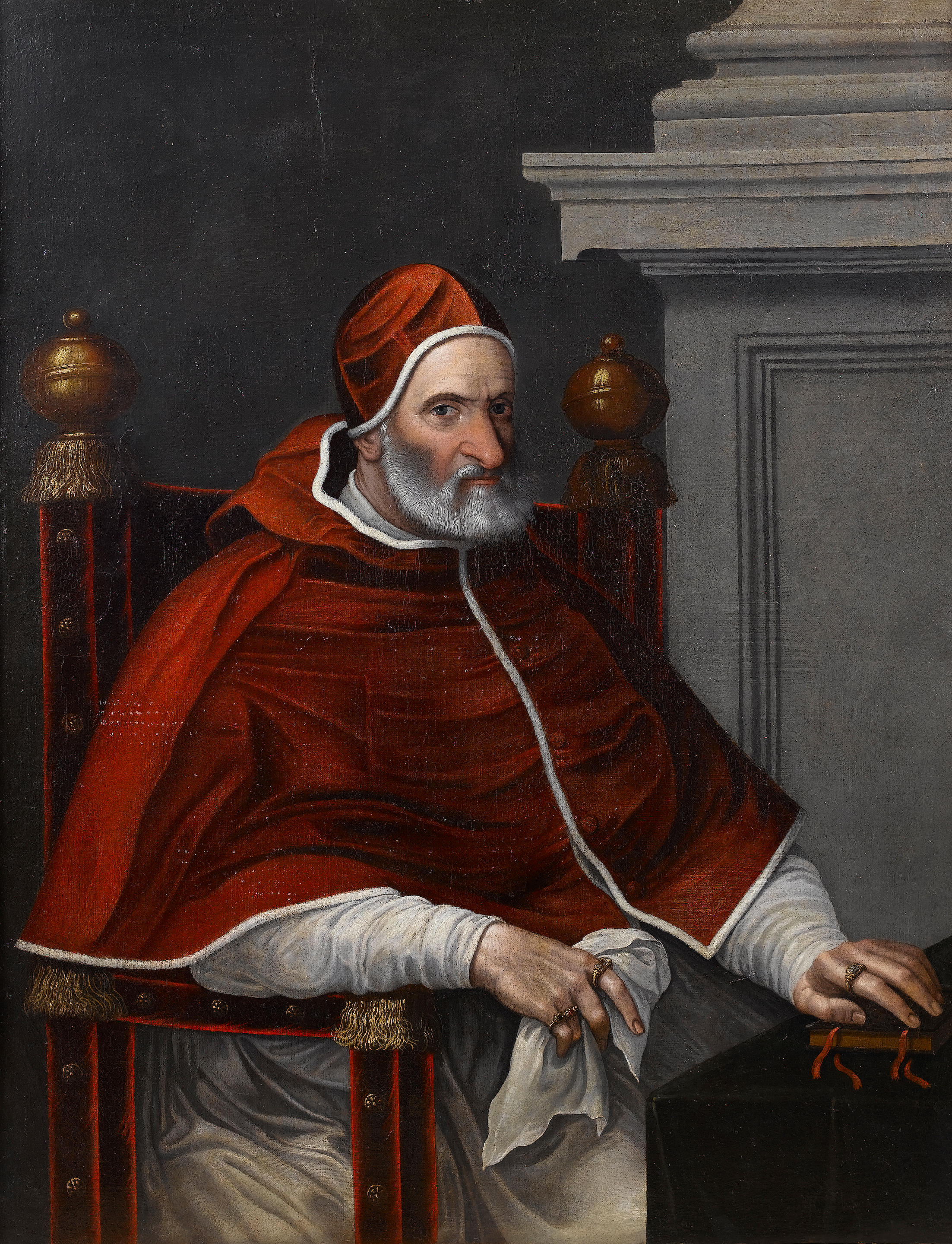
Papa Pio IV

Questa voce raccoglie l'elenco completo dei concistori ordinari pubblici per la creazione di nuovi cardinali presieduti da papa Pio IV, con l'indicazione di tutti i cardinali creati (46 nuovi cardinali in 4 concistori). I nomi sono posti in ordine di creazione.

## 31 gennaio 1560 (I)
- Giovanni Antonio Serbelloni, nipote di Sua Santità, vescovo di Foligno; creato cardinale presbitero di San Giorgio in Velabro (pro illa vice) (morto nel marzo 1591)
- Carlo Borromeo, nipote di Sua Santità, protonotario apostolico; creato cardinale diacono dei Santi Vito e Modesto (morto il 3 novembre 1584) (canonizzato nel 1610)
- Giovanni de' Medici, figlio di Cosimo I, Granduca di Toscana; creato cardinale diacono di Santa Maria in Domnica (morto nel novembre 1562)

## 26 febbraio 1561 (II)
- Girolamo Seripando, O.E.S.A., arcivescovo di Salerno; creato cardinale presbitero di Santa Susanna (morto nel marzo 1563)
- Philibert Babou de la Bourdaisière, vescovo di Angoulême, ambasciatore francese presso la Santa Sede; creato cardinale presbitero di San Sisto ( morto nel gennaio 1570)
- Ludovico Simonetta, vescovo di Pesaro, datario apostolico; creato cardinale presbitero di San Ciriaco alle Terme (morto nell'aprile 1568)
- Mark Sittich von Hohenems (Altemps), nipote di Sua Santità, vescovo eletto di Cassano; creato cardinale diacono dei Santi XII Apostoli (pro illa vice) (morto nel febbraio 1595)
- Francesco Gonzaga, protonotario apostolico; creato cardinale diacono di San Nicola in Carcere (morto nel gennaio 1566)
- Alfonso Gesualdo, protonotario apostolico; creato cardinale diacono di Santa Cecilia (pro illa vice) (morto nel febbraio 1603)
- Gianfrancesco Gambara, chierico della Camera apostolica; creato cardinale diacono dei Santi Marcellino e Pietro (pro illa vice) (morto nel maggio 1587)
- Marco Antonio Amulio, ambasciatore della Repubblica di Venezia presso la Santa Sede; creato cardinale diacono di San Marcello (pro illa vice) (morto nel marzo 1572)
- Bernardo Salviati, O.S.Io.Hieros., vescovo di Saint-Papoul, gran elemosiniere di Caterina de' Medici; creato cardinale presbitero di San Simeone profeta (morto nel maggio 1568)
- Stanisław Hozjusz, principe-arcivescovo di Varmia; creato cardinale presbitero di San Lorenzo in Panisperna (morto nell'agosto 1579)
- Pier Francesco Ferrero, vescovo di Vercelli, nunzio apostolico a Venezia; creato cardinale presbitero di San Cesareo in Palatio (morto nel novembre 1566)
- Antoine Perrenot de Granvelle, vescovo di Arras, ministro di Filippo II, re di Spagna; creato cardinale presbitero di San Bartolomeo all'Isola (morto nel settembre 1586)
- Luigi d'Este, vescovo eletto di Ferrara; creato cardinale diacono dei Santi Nereo e Achilleo (pro illa vice, diaconia conferita nel luglio 1562) (morto nel dicembre 1586)
- Ludovico Madruzzo, vescovo coadiutore di Trento; creato cardinale diacono di San Callisto (pro illa vice) (morto nell'aprile 1600)
- Innico d'Avalos d'Aragona, O.S.Iacob., cancelliere del Regno di Napoli; creato cardinale diacono di Santa Lucia in Silice (morto nel febbraio 1600)
- Francisco Pacheco de Villena (de Toledo), canonico capitolare della Cattedrale di Toledo, inquisitore generale di Spagna; creato cardinale diacono di Santa Susanna (morto nell'agosto 1579)
- Bernardo Navagero, ambasciatore emerito della Repubblica di Venezia presso la Santa Sede; creato cardinale presbitero di San Nicola fra le Immagini (morto nell'aprile 1565)
- Girolamo da Correggio, nunzio apostolico; creato cardinale presbitero di San Giovanni a Porta Latina (morto nell'ottobre 1572)

Forse in questo concistoro venne riservata in pectore la creazione di Daniele Matteo Alvise Barbaro, patriarca di Aquileia, morto nell'aprile 1570 senza esser mai stato pubblicato.

## 6 gennaio 1563 (III)
- Federico Gonzaga, fratello minore di Guglielmo, Duca di Mantova; creato cardinale presbitero di Santa Maria Nuova (pro illa vice) (morto nel febbraio 1565)
- Ferdinando de' Medici, figlio di Cosimo I, Granduca di Toscana; creato cardinale diacono di Santa Maria in Domnica (morto nel febbraio 1609, dopo aver rinunciato al cardinalato nel novembre 1588, una volta divenuto Granduca di Toscana)

## 12 marzo 1565 (IV)
- Annibale Bozzuti, arcivescovo emerito di Avignone, chierico della Camera apostolica; creato cardinale presbitero di San Silvestro in Capite (morto nell'ottobre 1565)
- Marco Antonio Colonna, senior, arcivescovo di Taranto; creato cardinale presbitero dei Santi XII Apostoli (morto nel marzo 1597)
- Tolomeo Gallio, arcivescovo di Manfredonia; creato cardinale presbitero di San Teodoro (pro illa vice) (morto nel febbraio 1607)
- Angelo Nicolini, arcivescovo di Pisa; creato cardinale presbitero di San Callisto (morto nell'agosto 1567)
- Luigi Pisani, vescovo di Padova, chierico della Camera apostolica; creato cardinale presbitero di San Vitale (morto nel giugno 1570)
- Prospero Santacroce, vescovo di Cisamo, nunzio apostolico in Francia; creato cardinale presbitero di San Girolamo degli Schiavoni (morto nell'ottobre 1589)
- Zaccaria Delfino, vescovo di Lesina, nunzio apostolico in Austria; creato cardinale presbitero di Santa Maria in Aquiro (pro illa vice) (morto nel dicembre 1583)
- Marcantonio Bobba, vescovo di Aosta; creato cardinale presbitero di San Silvestro in Capite (morto nel marzo 1575)
- Ugo Boncompagni, vescovo emerito di Vieste, vice-reggente della Cancelleria Apostolica; cardinale presbitero di San Sisto; eletto papa Gregorio XIII il 13 maggio 1572 (morto nell'aprile 1585)
- Alessandro Sforza di Santa Fiora, nipote di papa Paolo III, vescovo di Parma, chierico della Camera apostolica; creato cardinale presbitero di Santa Maria in Via (morto nel maggio 1581)
- Simone Pasqua Di Negro, vescovo di Luni e Sarzana, archiatra pontificio; creato cardinale presbitero di Santa Sabina (morto nel settembre 1565)
- Flavio Orsini, vescovo di Spoleto, uditore della Camera apostolica; creato cardinale presbitero di San Giovanni a Porta Latina (morto nel maggio 1581)
- Carlo Visconti Borromeo, vescovo di Ventimiglia; creato cardinale presbitero dei Santi Vito e Modesto (pro illa vice) (morto nel novembre 1565)
- Francesco Alciati, vescovo di Civitate, datario apostolico; creato cardinale diacono di Santa Lucia in Septisolio (morto nell'aprile 1580)
- Francesco Abbondio Castiglioni, vescovo di Bobbio; creato cardinale diacono di San Nicola fra le Immagini (pro illa vice) (morto nel novembre 1568)
- Guido Luca Ferrero, vescovo di Vercelli, nunzio apostolico a Venezia; creato cardinale diacono di Sant'Eufemia (pro illa vice) (morto nel maggio 1585)
- Alessandro Crivelli, vescovo di Cerenzia e Cariati, nunzio apostolico in Spagna; creato cardinale diacono di San Giovanni a Porta Latina (diaconia conferita nel 1566) (morto nel dicembre 1574)
- Antoine de Créqui Canaples, vescovo di Amiens; creato cardinale diacono di San Trifone (pro illa vice) (morto nel giugno 1574)
- Gianfrancesco Commendone, vescovo di Cefalonia e Zante, nunzio apostolico in Polonia; creato cardinale diacono di San Ciriaco alle Terme (pro illa vice) (morto nel dicembre 1584)
- Benedetto Lomellini, chierico della Camera apostolica; creato cardinale diacono di Santa Maria in Aquiro (morto nel luglio 1579)
- Guglielmo Sirleto, protonotario apostolico; creato cardinale diacono di San Lorenzo in Panisperna (pro illa vice) (morto nell'ottobre 1585)
- Gabriele Paleotti, uditore della Sacra Rota Romana; creato cardinale diacono dei Santi Nereo e Achilleo (pro illa vice) (morto nel luglio 1597)
- Francesco Crasso, uditore della Sacra Rota Romana, governatore di Bologna; creato cardinale presbitero di Santa Lucia in Septisolio (pro illa vice) (morto nell'agosto 1566)

In questo concistoro Papa Pio IV offrì il cardinalato a Jean Parissot de La Valette, O.S.Io.Hieros., gran maestro del suo Ordine, in riconoscimento dell'eroica difesa di Malta contro gli Ottomani, ma egli declinò la nomina (morto nell'agosto 1568).

## Fonti
- (EN) Current and historical information about the Bishops and Dioceses of the Catholic Hierarchy around the world, su catholic-hierarchy.org.
- (EN) Salvador Miranda, Pius IV, su fiu.edu – The Cardinals of the Holy Roman Church, Florida International University. URL consultato il 31 luglio 2015.